# 淫夢学園「だめ…こんなになっちゃうのは夢の中だけなの…!」
『淫夢学園「だめ…こんなになっちゃうのは夢の中だけなの…!」』は、2008年2月29日にルネから発売されたアダルトゲームである。

## あらすじ
名門校・聖桜学園に通う主人公・菅原 真治は、同級生の天道寺まゆりに思いを寄せていたものの、内気な性格故本人に接触することができなかった。ある日、真治は保健医の葉山涼子から良い夢を見られるというペンダントを渡される。このペンダントは他者の夢の中に入れるという代物であり、早速彼はまゆりを凌辱する夢を見てしまう。その後彼は他の同級生たちを夢の中で凌辱していく中で、他者の夢を支配できるという効果に気づき、やがてみだらな夢は現実世界を侵食する。

## 登場人物
菅原 真治（すがわら しんじ）
本作の主人公。
天道寺（てんどうじ） まゆり
声：青川ナガレ
真治の同級生。
天道寺（てんどうじ） あいか
声：未来羽
まゆりの姉。聖桜学園の生徒会長を務めており、普段は他者に厳しい反面、妹のことを溺愛している。
桜木 柚香（さくらぎ ゆずか）
声：榊木春乃
真治の同級生。内気な性格だが、隠れファンが多い。
有栖川 侑子（ありすがわ ゆうこ）
声：安堂りゅう
真治の同級生。穏やかな性格だが、他者とはものの見方が異なるところがある。
星野 清音（ほしの きよね）
声：深井晴花
天道寺家のメイドであると同時に、あいかとは同じクラスに所属している。
葉山 涼子（はやま りょうこ）
声：風華
聖桜学園の保健医

## スタッフ
- 原画：スカイハウス[2]
- シナリオ：桃梨蜜柑、大神キリン、K-TOK、春日晶[3]

## OVA
『淫夢学園』と言う題名で、2010年4月30日にOVA版が発売された。
- 第一話｢淫夢に囚われた美人姉妹｣ 2010年4月30日発売